# Phoracantha porosa
Phoracantha porosa là một loài bọ cánh cứng trong họ Cerambycidae.